# Sambucucciu d'Alandu
Sambucucciu d'Àlandu est un des personnages importants de l'histoire de la Corse au Moyen Âge.

## Le personnage
De lui, n'est connu ni la date ni le lieu de naissance. Il n'est plus fait mention de lui dans les sources à partir de 1370 ; étant possiblement décédé de la peste ou de mort naturelle cette année-là. Il serait originaire du village d'Alando, dans la piève de Bozio.
C'est grâce aux chroniqueurs corses du Moyen Âge, Giovanni della Grossa et Petrus Cyrnæus, que nous savons que Sambucucciu d'Alandu a pris la tête de la révolte anti-féodale de 1357 aux côtés d'autres notables. Durant ces révoltes populaires tous les Seigneurs furent pourchassés et leurs châteaux détruits, du moins temporairement. Les caporales (capurali en corse), remplacèrent les seigneurs nobles de l'île comme nouvelle aristocratie.
Cependant les seigneuries se rétablirent dans le Sud de la Corse, A Terra di i Signori, et dans le Cap Corse. Le centre de l'île fut appelé lui Terra di Comune, ou Terra del Comune, en référence à la commune de Gênes, dont les partisans de la révolte se placèrent sous sa protection. Il convient donc de traduire cette expression par "Terre de la Commune (de Gênes)" et non "Terre du commun", comme ce fut le cas dans l'ancienne historiographie de la Corse.
Sambucucciu d'Alando eut un neveu portant le même nom, qui fut nommé lieutenant du peuple en 1466 par les habitants de l'« En-Deçà-des-Monts ».

## Limperani et l'anachronisme de Sambucucciu
Colonna de Cesari Rocca, dans son Histoire de Corse paru en 1916, rapporte une interprétation malheureuse des cahiers de Cyrnæus par Limperani qui donna naissance au plus grossier anachronisme que l'historiographie ait enregistré et que nombre d'écrivains contemporains s'obstinent encore à reproduire.
« Ainsi, Limperani reporta au XIe siècle l'existence de Sambucucciu d'Alandu et le mouvement populaire dont ce personnage fut le chef (1359). « Puis incapable de borner son imagination, il inventa de toutes pièces un Sambocuccio, seigneur d'Alando, qui chassait de Corse les Cinarchesi (à une époque où leur présence y est incertaine), détruisait les repaires des barons, puis, à l'instar des Lycurgue et des Solon, dotait la « Terre de la Commune » d'une constitution adéquate à ses besoins et se révélait aussi judicieux législateur qu'il s'était montré courageux capitaine ». »
« Bien que Giovanni della Grossa et Cyrnæus se soient accordés pour faire aboutir le mouvement de Sambocuccio à l'occupation génoise et au gouvernement de Giovanni Boccanegra, Limperani, dont le texte est constellé de références, appuyait sa nouvelle théorie sur l'autorité de ces deux chroniqueurs. Or, on chercherait en vain dans leurs œuvres un mot touchant le Sambocuccio de l'an mille aussi bien que le Sambocuccio législateur. Limperani avait la manie de rectifier l'histoire, et on remarque, dans ses deux volumes, plusieurs exemples de l'oblitération de sa clairvoyance ».
« Aveuglé par une théorie qui attribuait à la Corse une constitution communale au XIe siècle, il trouva, pour l'appliquer, un prétexte dans le désordre des cahiers de Cyrnæus. La pie de Sambocuccio y précédait celle de Giudice, et ce fut pour Limperani un trait de lumière : il ne considéra pas que Sambocuccio y requérait l'intervention du gouverneur Boccanegra (1359), et allait lui-même à Gênes solliciter l'envoi de Tridano della Torre (1362). Il ne voulut pas s'apercevoir que Cyrnæus attribuait au second Giudice (XVe siècle) la biographie du premier (XIIIe siècle), et que ces transpositions n'avaient peut-être pour origine que l'interversion des feuillets du manuscrit primitif ! ».
« C'est pourquoi sous l'influence de Limperani, les historiens de la Corse crurent faire preuve de jugement en adoptant ce que, de bonne foi, ils croyaient la chronologie de Cyrnæus : « Entre Giovanni et Pietro, déclare l'abbé Galletti, nous n'hésitons pas à nous prononcer pour ce dernier. ».
Au cours du XIXe siècle, Renucci et Robiquet seuls se conformèrent au texte de Giovanni, qui, presque contemporain de Sambocuccio, ne méritait pas d'être suspecté sur ce point. Tous les autres suivirent le système de Limperani. Gregori, dans son édition nouvelle de Filippini, inséra une chronologie de la Corse qui consacra la fable de Sambocuccio législateur de l'an mille; nous la retrouvons reproduite dans Jacobi, Friess, Gregorovius, Galletti, Mattei, Monti, Girolami-Cortona, tous auteurs d'histoires générales de la Corse ; également dans le Grand Dictionnaire Larousse et la Grande Encyclopédie, sans parler des ouvrages de moindre importance. L'Inventaire des Archives départementales de la Corse (1906) maintient encore cette chronologie erronée. D'ailleurs, l'historien de la Corse le plus considérable et le plus consciencieux, l'abbé Rossi, confiant en Limperani, accepta les yeux fermés, l'histoire de Sambocuccio ainsi modifiée ».
Dans ses Annales de la Corse (1873), Le docteur Mattei a réuni et classé chronologiquement une quantité importante de notices ; chez lui, Sambocuccio, dédoublé, paraît au XIe siècle et au XIVe siècle.
Colonna de Cesari Rocca dit que le rôle de Sambucucciu a été amplifié par les historiens modernes qui ont vu en lui le libérateur du peuple et le législateur de la Corse, et il conclut ainsi : « Il n'existe ni tradition, ni document qui appuie cette opinion, née au XVIIIe siècle, dans des conditions que nous avons relatées au début de cet ouvrage. Le peuple l'avait choisi pour le diriger contre les seigneurs ; par deux fois, Sambocuccio négocia avec la République l'envoi d'un gouverneur, et représenta très probablement le parti populaire à Gênes où des actes notariés nous signalent sa présence. En Corse, il semble n'avoir exercé que les fonctions de conseiller du gouverneur qu'il partageait avec six autres insulaires. »

## Postérité
Sa statue, réalisée par Noël Bonardi, trône à la sortie du village d'Alando, proche de l'ancien couvent d'Alando. Cette œuvre monumentale en granit rose, pesant 18 tonnes pour une hauteur de 6 m, a été inaugurée en 1994.

### Bases
- Notices dans des dictionnaires ou encyclopédies généralistes :   - Britannica
  - Dizionario biografico degli italiani
  - Enciclopedia italiana
  - Treccani